# Marie-Josephine Gaudette
Marie-Josephine Clarice Gaudette, R.J.M., conosciuta anche come Suor Cecilia (Manchester, 25 marzo 1902 – Roma, 13 luglio 2017), è stata una supercentenaria statunitense naturalizzata italiana, vissuta 115 anni e 110 giorni e decana d'Italia dal 15 aprile 2017, dopo la morte di Emma Morano.

## Biografia
Nata a Manchester, nel New Hampshire, da genitori franco-canadesi, maturò fin da giovane la decisione di farsi suora, e a soli 21 anni prese i voti. Dopo aver vissuto in Canada e Francia, dove insegnò arte e musica, nel 1958 si stabilì in un convento di Roma nel quale rimase fino alla morte, assumendo il nome di suor Cecilia, in onore di Santa Cecilia, patrona della musica ed entrando a far parte della Congregazione delle Religiose di Gesù-Maria.
Durante le elezioni presidenziali americane del 2008 destò l'attenzione dei media la sua decisione di partecipare al voto, facendone, all'età di 106 anni, una delle votanti più anziane.
Morì il 13 luglio 2017 all'età di 115 anni cedendo il titolo di Decana d'Italia a Giuseppina Projetto. Al momento occupa il 57º posto nella lista delle persone più longeve, tra quelle documentate con certezza.